# فارمرسفيل (إلينوي)
فارمرسفيل (بالإنجليزية: Farmersville)‏ هي منطقة سكنية تقع في الولايات المتحدة في إلينوي.

## الموقع الجغرافي
الموقع الجغرافي للمناطق المحيطة بهذه النقطة هو كالتالي: